# Volkwin IV. (Schwalenberg)
Volkwin IV. von Schwalenberg  (* um 1190; † vor 1255) war ab 1214 Graf von Schwalenberg und von 1224 bis 1228 auch Graf von Waldeck.

## Leben und Wirken
Seine Eltern waren Graf Heinrich I. von Waldeck und Schwalenberg († vor 21. September 1214) und Heseke von Dassel († 25. Juli 1220). Damit entstammt er dem Adelsgeschlecht Schwalenberg. Volkwin folgte seinem Vater als Graf von Schwalenberg und erbte im Jahr 1224, nach dem Tod seines Onkels Hermann I., auch die Grafschaft Waldeck. Letztere trat er 1228 an seinen jüngeren Bruder Adolf ab. Er selbst blieb Graf von Schwalenberg und Vogt der Klöster Möllenbeck, Herford und Marienmünster. 1228 gründete er Stadt und Burg Schwalenberg neu.
Volkwin sah sich durch die Expansionspolitik des Erzbischofs Engelbert I. von Köln im Raum Westfalen bedroht, wo Engelbert die alte Herzogsgewalt in Westfalen wieder voll herzustellen suchte, und verbündete sich daher mit dem Erzbischof von Mainz, Siegfried II. von Eppstein. Volkwin war wohl im Jahr 1225 an der Ermordung Engelberts beteiligt, zumindest als Mitwisser und Mitverschwörer, und wurde deshalb mit dem Reichsbann bestraft (trotzdem behielt er die Vogtei Herford als kurkölnisches Lehen). Als Sühneleistung wurde ihm die Stiftung eines Klosters auf seinem eigenen Grund und Boden auferlegt und im Jahr 1231 gründete er in Schwalenberg das Frauenkloster Burghagen, das aber schon im Jahr 1247 nach Falkenhagen verlegt wurde.
Nach jahrelangen Fehden verlor er bedeutende Rechte und Besitzungen, unter anderem die Vogteien Willebadessen und Gehrden an die Bischöfe von Paderborn. Der Verlust der Vizevogtei Höxter-Corvey beschleunigte seinen Niedergang. In der Folgezeit erschließt sich die Geschichte Schwalenbergs nur aus Verpfändungs-, Schenkungs- und Verkaufsurkunden, was zunehmende Verarmung aufzeigt.

## Ehe und Nachkommen
Aus Volkwins Ehe (vor 1239) mit Ermengard (Ermengardis) von Schwarzburg-Blankenburg († 22. März 1274), Tochter des Grafen Heinrich II. von Schwarzburg, entstammten folgende Kinder:
- Widekind V., Graf von Schwalenberg (1249/50–1264), († 28. September 1264); ⚭ I: () N.N., urkundlich 1246; ⚭ II: () Ermengard, urkundlich 1250; ⚭ III: () N.N., urkundlich 1260
- Günther I., Erzbischof von Magdeburg (1277–1283) und Bischof von Paderborn (1308–1310), († (23./27.) Mai (nach 1310))
- Volkwin V., Propst zu Goslar (1265–1267), Elekt von Minden (1266–1267), Dompropst zu Hildesheim (1265–1276), Bischof von Minden (1275–1293), urkundlich 1238, († 5. Mai 1293)
- Irmgard (Ermengard), Äbtissin im Stift Heerse, urkundlich 1261 bis 1305, († 1. Oktober 1314)
- Kunigunde, Äbtissin im Kloster Falkenhagen (1247–1305), urkundlich 1246 bis 1305, († nach 1. Mai 1305)
- Mechthild, Äbtissin im Kloster Möllenbeck, urkundlich 1284 bis 1321, († (4./7.) Januar (1321–1324))
- Heinrich I., Graf von Sternberg,[3] urkundlich 1238 bis um 1279; ⚭ () N.N. von Woldenberg, urkundlich 1252, Tochter von Graf Heinrich I. von Woldenberg und Harzburg, gen. von Hagen, (–1251) und Sophie von Hagen (–(1251/1261))
- Adolf I., Graf von Schwalenberg (1265), urkundlich 1238, († 6. Mai 1302/26. Januar 1305); ⚭ I: () Adelheid. urkundlich 1274; ⚭ II: () Jutta, urkundlich 1287 bis 1305
- Albrecht I., Graf von Schwalenberg (1265), urkundlich 1244, († nach 5. Februar 1317); ⚭ () Jutta von Rosdorf, urkundlich 1274, († nach 1. April 1305), Tochter von Ritter Konrad von Rosdorf (–nach 1246)
- Burchard, urkundlich 1238
- Ludolf, Domherr zu Minden (1285)
- Konrad (um 1225–1277)